# Drosophila lutzii
Drosophila lutzii är en tvåvingeart som beskrevs av Sturtevant 1916. Drosophila lutzii ingår i släktet Drosophila och familjen daggflugor.
Artens utbredningsområde är Kuba och delstaten Florida i USA.